# Mannsholmen
Mannsholmen est une île dans le landskap Sunnhordland du comté de Vestland. Elle appartient administrativement à Øygarden.

## Géographie
Rocheuse et couverte d'une légère végétation dans son bloc sud, elle s'étend sur environ 165 m de longueur pour une largeur approximative de 63 m.